# Julia Faure
Julia Faure (13 febbraio 1977) è un'attrice francese, nota per il suo ruolo nel film del 2012 Camille redouble, per il quale nella come migliore promessa femminile ha ricevuto una candidata ai premi César e ha vinto ai premi Lumière.

## Filmografia parziale

### Cinema
- Innocenza selvaggia (Sauvage Innocence), regia di Philippe Garrel (2001)
- Amami se hai coraggio (Jeux d'enfants), regia di Yann Samuell (2003)
- Camille redouble, regia di Noémie Lvovsky (2012)
- Coma, regia di Bertrand Bonello (2022)
- The Beast (La Bête), regia di Bertrand Bonello (2023)

### Televisione
- I love you 2 (J’ai 2 amours) – miniserie TV, 3 puntate (2018)
- La mitomane (Mytho) – serie TV, 10 episodi (2019)
- No Man's Land – serie TV, episodi 1x01-1x02-1x07 (2020)

## Doppiatrici italiane
- Selvaggia Quattrini in La mitomane
- Daria Esposito in The Beast

## Teatrografia
- Chi ha paura di Virginia Woolf? regia di Alain Françon (Théâtre de l'Œuvre, 2016)
- Croque monsieur regia di Thierry Klifa (Théâtre de la Michodière, 2016)

## Riconoscimenti
- 2013 – Premio César
  - Candidatura al Miglior promessa femminile[1]
- 2013 – Premio Lumiere
  - Miglior promessa femminile[2]